# Coppa dell'Amicizia italo-franco-svizzera 1962
Le partite della "Coppa dell'Amicizia" italo-franco-svizzera 1962, si giocarono nei mesi di maggio e giugno.
L'edizione del torneo vide la partecipazione di sedici squadre di club: 6 italiane, 6 francesi e 4 svizzere.

## Fasi eliminatorie

### Ottavi di finale
| Squadra 1       | Squadra 2    | andata | ritorno              |
| --------------- | ------------ | ------ | -------------------- |
| Nizza           | Milan        | 3 - 6  | 1 - 3                |
| Olympique Lione | Grasshoppers | 3 - 1  | 1 - 2                |
| Sampdoria       | Tolosa       | 2 - 2  | 3 - 7                |
| Losanna         | Torino       | 1 - 2  | 1 - 2                |
| Montpellier     | Catania      | 2 - 2  | 1 - 2                |
| Lens            | Lucerna      | 0 - 0  | 0 - 0 (5 - 4 d.c.r.) |
| Rouen           | SPAL         | 2 - 2  | 0 - 1                |
| Roma            | Zurigo       | 1 - 0  | 3 - 0                |

### Quarti di finale
| Squadra 1       | Squadra 2 | andata | ritorno |
| --------------- | --------- | ------ | ------- |
| Olympique Lione | Torino    | 1 - 2  | 1 - 1   |
| Milan           | Tolosa    | 5 - 2  | 4 - 1   |
| Roma            | SPAL      | 4 - 0  | 1 - 3   |
| Lens            | Catania   | 3 - 1  | 3 - 1   |

### Semifinali
| Squadra 1 | Squadra 2 | andata | ritorno              |
| --------- | --------- | ------ | -------------------- |
| Roma      | Lens      | 2 - 2  | 3 - 3 (4 - 5 d.c.r.) |
| Torino    | Milan     | 2 - 1  | 1 - 1                |

## Finali
| Arbitro: | Hajmann |

|                          |           |            |
| Placzek 51’ Deloffre 81’ | Marcatori | 75’ Crippa |

| Torino | Lens |

| Arbitro: | Huber |

|                |           |               |
| Di Giacomo 60’ | Marcatori | 87’ Wisnieski |